# Alpes del Monte Rosa
Los Alpes del Monte Rosa son un amplio macizo montañoso de los Alpes Peninos. Se extienden por Italia (Valle de Aosta y el Piamonte) y Suiza (Cantón del Valais).

## Generalidades
Normalmente los Alpes del Monte Rosa se distinguen del Macizo del Monte Rosa porque incluyen también las crestas de montaña que se extienden hacia el sur interesando a los valles valdostanos (Valtournenche, Val d'Ayas y el Valle del Lys) y los valles piamonteses (Valsesia y Valle Anzasca). Estas crestas fueron definidas como Contrafuertes valdostanos del Monte Rosa y Contrafuertes del Valais del Monte Rosa.

## Clasificación
Según la SOIUSA los Alpes del Monte Rosa son una subsección alpina con la siguiente clasificación:
- Gran parte = Alpes occidentales
- Gran sector = Alpes del noroeste
- Sección = Alpes Peninos
- Subsección = Alpes del Monte Rosa
- Código = I/B-9.III

## Límites geográficos
Los Alpes del Monte Rosa limitan:
- al norte con los Alpes del Mischabel y del Weissmies (en la misma sección alpina) y separadas del paso del Monte Moro;
- al noreste con los Alpes del Tesino y del Verbano (en los Alpes Lepontinos) y separados por Val d'Ossola;
- al sudeste con los Alpes Bielleses y Cusianos (en la misma sección alpina) y separados por el Colle del Loo (donde empiezan los Alpes Bielleses) y del Tesslu[1] (donde comienzan a su vez los Alpes Cusianos);
- al sudoeste con los Alpes del Gran Paradiso (en los Alpes Grayos) y separados por el curso del río Dora Baltea;
- al oeste con los Alpes del Weisshorn y del Cervino (en la misma sección alpina) y separados por el Colle del Teodulo.

En el detalle y girando en el sentido de las agujas del error los límites geográficos son: Colle del Teodulo, Zermatt, Findeln, Schwarzberg-Weisstor, Paso del Monte Moro, Valle Anzasca, Val d'Ossola, Strona de Omegna, el Tesslu, torrente Mastellone, Varallo Sesia, torrente Sesia, Piode, Torrente Sorba, Colle del Loo, torrente Loo, Valle del Lys, Pont-Saint-Martin, río Dora Baltea, Valtournenche, Colle del Teodulo.

## Subdivisión

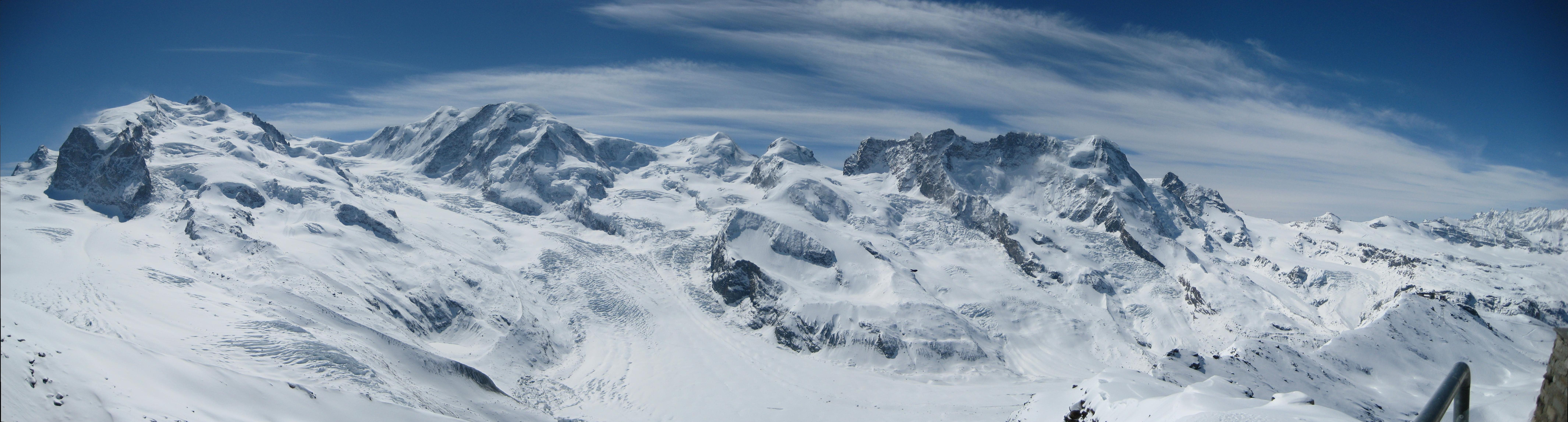
El amplio macizo del Monte Rosa visto desde el norte.

Los Alpes del Monte Rosa son subdivididas en tres supergrupos, siete grupos y seis subgrupos:
- Grupo del Monte Rosa i.s.a. (A)
  - Cadena Breithorn-Lyskamm (A.1)
  - Macizo del Monte Rosa (A.2)
  - Grupo de la Cima di Jazzi (A.3)
    - Subgrupo de la Cima di Jazzi (A.3.a)
    - Subgrupo Stockhorn-Gornergrat (A.3.b)
- Contrafuertes valdostanos del Monte Rosa (B)
  - Costiera Tournalin-Zerbion (B.4)
  - Costiera Testa Grigia-Frudiera (B.5)
    - Costiera de la Testa Grigia (B.5.a)
    - Costiera de Frudiera (B.5.b)
- Contrafuertes del Valais del Monte Rosa (C)
  - Costiera del Corno Bianco (C.6)
  - Costiera Punta Grober-Tagliaferro-Montevecchio (C.7)
    - Subgrupo de la Punta Grober (C.7.a)
    - Costiera del Monte Tagliaferro (C.7.b)
      - Contrafuerte Piglimò-Tagliaferro (C.7.b/a)
      - Contrafuerte Montevecchio-Quarazzola-Capezzone (C.7.b/b)
      - Contrafuerte de la Cima Lampone (C.7.b/c)
      - Contrafuerte de la Cima Colmetta (C.7.b/d)

## Cimas
Las cimas principales y más altas se encuentran en el macizo del Monte Rosa; la elevación máxima se alcanza en la Punta Dufour que llega a los 4.634 m. Los Contrafuertes valdostanos del Monte Rosa alcanzan su altura máxima con el Grand Tournalin (3.379 m) mientras que los Contrafuertes del Valais del Monte Rosa tienen como cumbre más alta la Punta Grober (3.497 m).